# Syrrusoides lecordieri
Syrrusoides lecordieri là một loài bướm đêm trong họ Noctuidae.